# Cleisostoma krabiense
Cleisostoma krabiense là một loài thực vật có hoa trong họ Lan. Loài này được (Seidenf.) Garay mô tả khoa học đầu tiên năm 1972.